# Mirabales (San Sebastián)
Mirabales es un barrio ubicado en el municipio de San Sebastián en el estado libre asociado de Puerto Rico. En el Censo de 2010 tenía una población de 672 habitantes y una densidad poblacional de 117,03 personas por km².

## Geografía
Mirabales se encuentra ubicado en las coordenadas 18°16′46″N 66°57′30″O / 18.27944, -66.95833. Según la Oficina del Censo de los Estados Unidos, Mirabales tiene una superficie total de 5.74 km², de la cual 5.7 km² corresponden a tierra firme y (0.77%) 0.04 km² es agua.

## Demografía
Según el censo de 2010, había 672 personas residiendo en Mirabales. La densidad de población era de 117,03 hab./km². De los 672 habitantes, Mirabales estaba compuesto por el 90.33% blancos, el 2.08% eran afroamericanos, el 0.3% eran amerindios, el 0.15% eran asiáticos, el 6.1% eran de otras razas y el 1.04% pertenecían a dos o más razas. Del total de la población el 100% eran hispanos o latinos de cualquier raza.